# 綱島正興

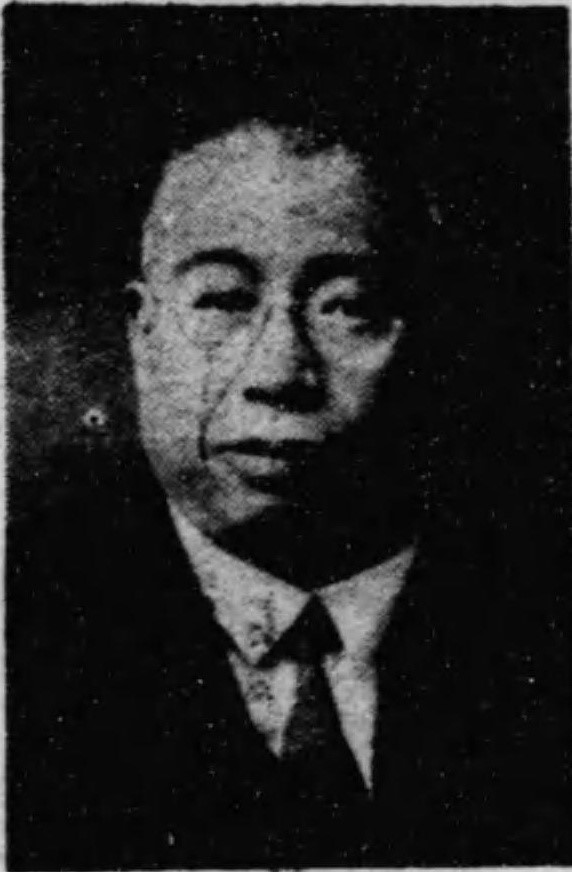
綱島正興

綱島 正興（つなしま せいこう、1890年3月12日 - 1968年5月28日）は、日本の昭和時代の政治家。

## 略歴
長崎県北松浦郡南田平村（現・平戸市田平町）出身。長崎県立中学猶興館、第五高等学校を経て東京帝国大学独法科卒。在学中に弁護士試験に合格。
長く労働運動や農民運動に携わり、初代日本農民組合長等を務めた。
第二次世界大戦後の1947年（昭和22年）、第23回衆議院議員総選挙で長崎2区より立候補し当選。以後、死没まで8回連続当選した。初当選時は農漁民協同党に属したが後に自由党を経て自由民主党に所属。衆議院において労働・農林・農林水産・内閣・懲罰の各常任委員長と離島振興特別委員長を歴任した。
1968年（昭和43年）、現職のまま死去。正四位勲二等旭日重光章。